# Barnstable
Barnstable ist eine City im Bundesstaat Massachusetts am Cape Cod in den Vereinigten Staaten und der County Seat von Barnstable County. Barnstable hatte bei der US-Volkszählung 2020 eine Einwohnerzahl von 48.916 in 19.060 Haushalten auf einer Fläche von 19,05 km². Das Stadtgebiet umfasst mehrere Villages, das größte und bekannteste davon ist Hyannis.

## Geografie
Nach dem United States Census Bureau hat Barnstable eine Gesamtfläche von 198,05 km², von denen 155,22 km² Land und 42,83 km² Wasser sind.

### Geografische Lage
Barnstable liegt auf Cape Cod, etwa 110 km südöstlich von Boston. Die natürlichen Grenzen im Norden und Süden sind die Küsten zum Atlantischen Ozean, wobei im Norden der Halbinsel die Cape Cod Bay und südlich davon der Nantucket Sound liegt. Das flächenmäßig größte Stillgewässer ist der im Zentrum der Gemarkung liegende Wequaquet Lake, der über Snows Cove mit dem kleineren Bearse Pond verbunden ist. Direkt östlich schließt sich der Shallow Pond mit Lewis Island an.

### Nachbargemeinden
Alle Entfernungen sind als Luftlinien zwischen den offiziellen Koordinaten der Orte aus der Volkszählung 2010 angegeben.
- Osten: Yarmouth, 11,0 km
- Südwesten: Mashpee, 12,3 km
- Nordwesten: Sandwich, 12,1 km

### Stadtgliederung
Es gibt elf Villages in Barnstable: Barnstable, Centerville, Craigville, Cotuit, Cummaquid, Hyannis mit Hyannis Port und West Hyannisport, Marstons Mills, Osterville und West Barnstable.

### Klima
Die mittlere Durchschnittstemperatur in Barnstable liegt zwischen −1,7 °C (29 °F) im Januar und 20,6 °C (69 °F) im Juli. Damit ist der Ort gegenüber dem langjährigen Mittel der USA um etwa 9 Grad kühler. Die Schneefälle zwischen Oktober und Mai liegen mit bis zu zweieinhalb Metern mehr als doppelt so hoch wie die mittlere Schneehöhe in den USA; die tägliche Sonnenscheindauer liegt am unteren Rand des Wertespektrums der USA.

## Geschichte
Barnstable wurde zu Beginn des 17. Jahrhunderts von Engländern besiedelt und wegen der Ähnlichkeit von Küstenlinie und Hafen nach der englischen Stadt Barnstaple in der Grafschaft Devon benannt. Die ersten Siedler ließen sich 1602 unter der Führung von Bartholomew Gosnold in dem Gebiet nieder. 1639 wurde Barnstable als Town inkorporiert. Die ersten Siedler waren Farmer, jedoch wurden bald die Fischerei und der Salzabbau Hauptwirtschaftszweige. Am Ende des 19. Jahrhunderts beherbergte der Hafen etwa 804 Schiffe. Mit dem Anschluss an das Eisenbahnnetz im Jahr 1854 und dem Aufkommen von Dampfschiffen verlor die traditionelle Schifffahrt an Bedeutung. Gegen Ende des 19. Jahrhunderts etablierte sich Barnstable als ein bedeutendes Touristenziel. Viele berühmte Bewohner der Stadt Boston wie die US-Präsidenten Ulysses S. Grant und Grover Cleveland verbrachten die Sommermonate an den Stränden von Barnstable. Die berühmteste Urlaubsfamilie waren und sind bis heute die Kennedys, die in Hyannis Port ein umfangreiches Anwesen unterhalten. Anziehungspunkte für den Tourismus sind heute das John-F.-Kennedy-Museum und andere Museen sowie die zahlreichen Strände. Zahlreiche Bauwerke der Stadt wurden in das National Register of Historic Places aufgenommen. 1989 wurde Barnstable als City inkorporiert.

### Einwohnerentwicklung
| Volkszählungsergebnisse – City of Barnstable, Massachusetts | Volkszählungsergebnisse – City of Barnstable, Massachusetts | Volkszählungsergebnisse – City of Barnstable, Massachusetts | Volkszählungsergebnisse – City of Barnstable, Massachusetts | Volkszählungsergebnisse – City of Barnstable, Massachusetts | Volkszählungsergebnisse – City of Barnstable, Massachusetts | Volkszählungsergebnisse – City of Barnstable, Massachusetts | Volkszählungsergebnisse – City of Barnstable, Massachusetts | Volkszählungsergebnisse – City of Barnstable, Massachusetts | Volkszählungsergebnisse – City of Barnstable, Massachusetts | Volkszählungsergebnisse – City of Barnstable, Massachusetts |
| Jahr                                                        | 1800                                                        | 1810                                                        | 1820                                                        | 1830                                                        | 1840                                                        | 1850                                                        | 1860                                                        | 1870                                                        | 1880                                                        | 1890                                                        |
| ----------------------------------------------------------- | ----------------------------------------------------------- | ----------------------------------------------------------- | ----------------------------------------------------------- | ----------------------------------------------------------- | ----------------------------------------------------------- | ----------------------------------------------------------- | ----------------------------------------------------------- | ----------------------------------------------------------- | ----------------------------------------------------------- | ----------------------------------------------------------- |
| Einwohner                                                   |                                                             |                                                             |                                                             |                                                             | 4301                                                        | 4901                                                        | 5129                                                        | 4793                                                        | 4242                                                        | 4023                                                        |
| Jahr                                                        | 1900                                                        | 1910                                                        | 1920                                                        | 1930                                                        | 1940                                                        | 1950                                                        | 1960                                                        | 1970                                                        | 1980                                                        | 1990                                                        |
| Einwohner                                                   | 4364                                                        | 4676                                                        | 4836                                                        | 7271                                                        | 8333                                                        | 10480                                                       | 13465                                                       | 19842                                                       | 30898                                                       | 40949                                                       |
| Jahr                                                        | 2000                                                        | 2010                                                        | 2020                                                        | 2030                                                        | 2040                                                        | 2050                                                        | 2060                                                        | 2070                                                        | 2080                                                        | 2090                                                        |
| Einwohner                                                   | 47821                                                       | 45193                                                       | 48916                                                       |                                                             |                                                             |                                                             |                                                             |                                                             |                                                             |                                                             |

## Kultur und Sehenswürdigkeiten

### Bauwerke
In Barnstable wurden mehrere Bauwerke in die Liste der Einträge im National Register of Historic Places in Barnstable eingetragen.

## Wirtschaft und Infrastruktur

### Verkehr
Der U.S. Highway 6 verläuft mit getrennten Richtungsfahrbahnen als Mid Cape Highway in Ost-West-Richtung durch Barnstable. Weiter südlich verläuft parallel dazu die Massachusetts Route 28. An ihr endet westlich des kommunalen Flughafens die Massachusetts Route 132. Im Hafen von Hyannis legen die Schiffe nach Nantucket ab.

### Öffentliche Einrichtungen
In Barnstable befinden sich mehrere medizinischen Einrichtungen.
Es gibt drei Büchereien in Barnstable, die Sturgis Library on Cape Cod, die Whelden Memorial Library in Wet Barnstable und die Hyannis Public Library in Hyannis.

### Bildung
Die Schulbildung der City wird durch das Barnstable School Department organisiert.
Folgende Schulen stehen in Barnstable zur Verfügung:
- Barnstable High School
- Barnstable Intermediate School
- Barnstable United Elementary
- Barnstable West Barnstable Elementary
- Barnstable Community Innovation School
- Hyannis West Elementary
- Centerville Elementary
- West Villages Elementary
- Enoch Cobb Early Learning Center - Preschool

## Persönlichkeiten

### Söhne und Töchter der Stadt
- James Otis Jr. (1725–1883), Jurist, Politiker und Unabhängigkeitskämpfer
- Mercy Otis Warren (1728–1814), Schriftstellerin und Historikerin
- Samuel Allyne Otis (1740–1814), Delegierter für Massachusetts im Kontinentalkongress
- Shearjashub Bourne (1746–1806), Politiker
- Isaiah L. Green (1761–1841), Politiker
- Nathaniel Garrow (1780–1841), Politiker
- Zeno Scudder (1807–1857), Politiker
- Jack White (1942–2005), Journalist
- Andy Hallett (1945–2009), Schauspieler
- Nancy Frangione (1953–2023), Schauspielerin
- Isaac Dunbar (* 2003), Singer-Songwriter

### Persönlichkeiten, die vor Ort gewirkt haben
- Thomas Hinckley (1618–1706), Kolonialgouverneur der Plymouth Colony
- Kurt Vonnegut (1922–2007), Schriftsteller
- Edward Gorey (1925–2000), Autor und Illustrator